# Sulejman Vokshi

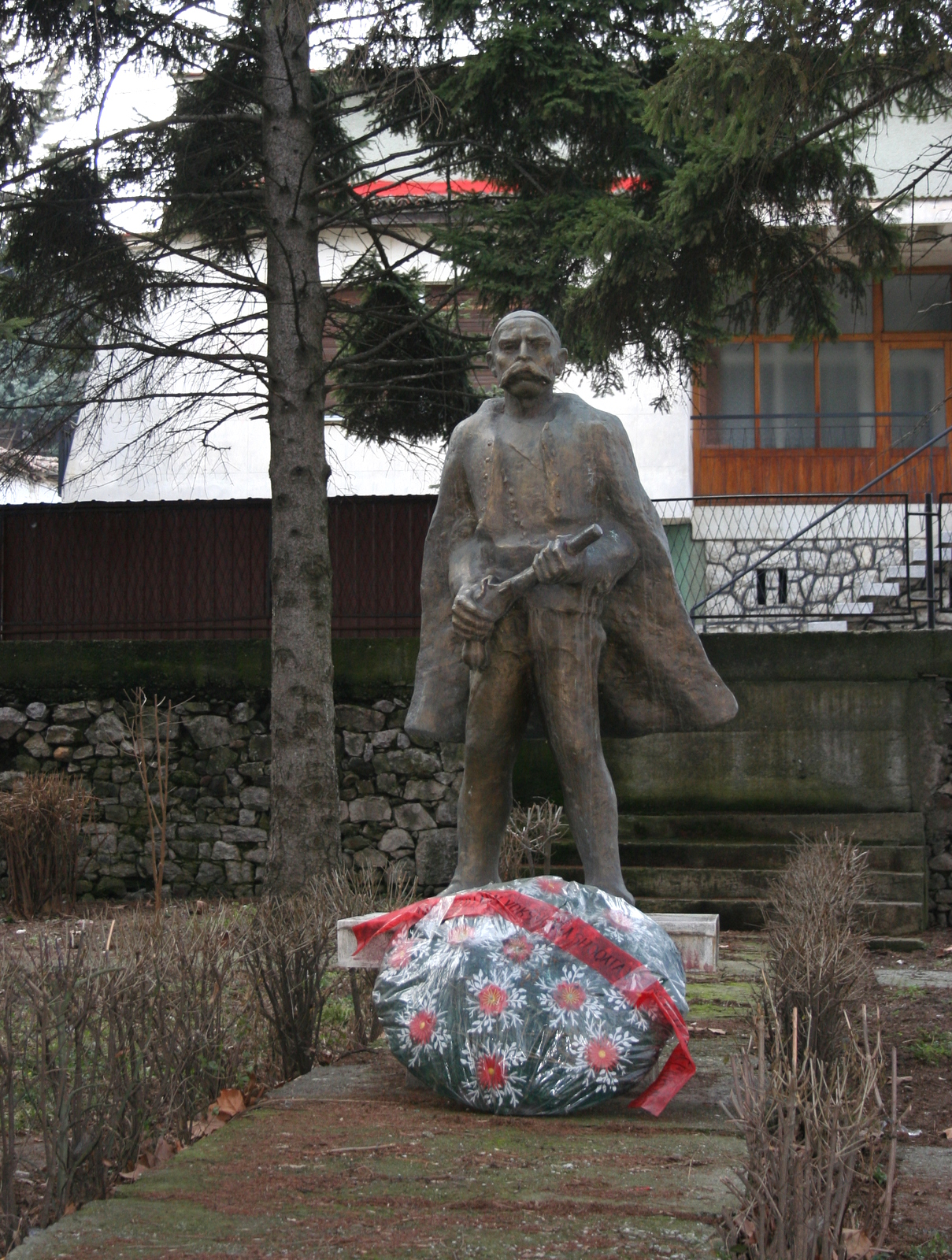
Statue in Pristina

Sulejman Vokshi (eigentlich Sulejman Lokaj; * 1815 in Yakova, Osmanisches Reich, heute Kosovo; † 1890 ebenda) war einer der Gründer und Führer der 1878 gegründeten Liga von Prizren.

## Herkunft und Jugend
Seine Familie stammt aus einem Dorf namens Voksh im Kreis Deçan. Er wurde als Sohn von Ali Lokaj geboren, wuchs in Gjakova auf und besuchte die dortige Schule.